# Most Ćumurija
Most Ćumurija se nachází v hlavním městě Bosny a Hercegoviny, v Sarajevu.

## Historie
První most na tomto místě byl postaven někdy před rokem 1565, ze kdy pochází první písemná zmínka o něm. Nejprve byl pojmenován jako Hasanův most, a to podle donátora, který zaplatil jeho výstavbu. Jednalo se o most dřevěný. Hlavním důvodem bylo spojit lokalitu okolo Ajas-pašovy mešity, která se nacházela na pravém břehu řeky Miljacky s náměstím At Mejdan. Svůj název má podle dřevěného uhlí (bosensky ćumur), které bylo po mostě často přenášeno.
Most přečkal řadu škod, které způsobily různé povodně. V roce 1886 byl zcela přestavěn a původní dřevěnou konstrukci nahradil most ocelový. Nejednalo se o novou konstrukci, přenesena sem byla starší, která byla použita na stavbě úzkorozchodné železnice.
V roce 1914 u tohoto mostu došlo k prvnímu pokusu o útok na následníka Rakousko-uherského trůnu, nicméně ještě neúspěšný.
V roce 1919 byl pojmenován podle Nikoly Zrinského a po rozpadu Jugoslávie získal svoje dnešní jméno. Obnoven byl v roce 2002. V roce 2012 bylo kompletně vyměněno původní osvětlení a nahrazeno LED panely.